# Неффс, Петер Старший
Петер Неффс Старший (нидерл. Pieter Neeffs, Pieter Neefs; ок. 1578, Антверпен — до 1661, Антверпен) — фламандский живописец Золотого века искусства Нидерландов. Мастер жанра архитектурных перспектив: изображений дворцовых и церковных интерьеров. Сотрудничал с другими художниками. Работал вместе с сыном Петером Неффсом Младшим (1620 — после 1675).

## Биография
Год рождения Петера Неффса в точности неизвестен, он находится где-то между 1578 и 1590 годами. Считается, что художник родился в Антверпене. Его отцом был Арт Неффс, торговец тканями и трактирщик, который с трудом сводил концы с концами после того, как потерял большую часть своего состояния во время «испанской ярости» в годы войны с испанцами. Матерью Питера была Маргарета Версприт.
Имя учителя Петера Неффса не сохранилось. В 1610 году Петер стал свободным мастером антверпенской Гильдии Святого Луки. Он зарекомендовал себя как специалист по изображению церковных интерьеров — жанру, который до него относительно мало практиковался во Фландрии.
30 апреля 1612 года Петер Неффс женился на Марии Лутербинс. У супругов было пятеро детей, из которых второй и третий — Лодевейк и Петер Младший (1620 — после 1675) — стали художниками. Их работы очень близки работам отца, поэтому атрибуция их картин вызывает затруднения.
Несмотря на свой успех, Петер Неффс сталкивался с финансовыми трудностями. Его единственным учеником был Лаурис де Катер, у которого оказалось недостаточно таланта, чтобы стать мастером Гильдии.

## Творчество
Основная тема творчества Неффса — интерьеры церквей и соборов. Он также написал несколько интерьеров подземелий. Его картины изображают существующие, а также воображаемые церкви. Работая в Антверпене, он находился под влиянием произведений мастеров «архитектурного рисунка и живописи» Ганса Вредемана де Вриса и его сына Пауля Вредемана де Вриса, фламандского живописца Хендрика Артса и, безусловно, родоначальников этого жанра Хендрика ван Стейнвейка Старшего и Младшего. Это привело к предположению, что Петер Неффс Старший мог учиться у любого из этих художников. Так известно, что Неффс сделал несколько копий композиций Стейнвейка, в том числе самый ранний церковный интерьер 1605 года. Основным вкладом Неффса в этот жанр живописи были ночные церковные интерьеры, освещённые, как правило, двумя источниками света.
А. Н. Бенуа в своём знаменитом «Путеводителе по Картинной галерее Императорского Эрмитажа» (1910) несколько скептически оценивал «эти сухонькие мелкие картинки»; однако некоторые из них, по его мнению, «дают всё же прелестные разрешения задач светотени (замечательно передана прозрачность темноты), к тому же и в них опять-таки масса занятных культурно-исторических подробностей. Мы видим всю церковную жизнь того времени, процессии, тихие заутрени у одиноких алтарей, вечерние службы; досужих людей, зашедших в храм для знакомых, пажей с факелами, нарядных дам и кавалеров, нищих и даже собак».
Несколько раз художник подписывал свои работы «den auden neefs» (старые неффсы). Вполне возможно, что каротины, приписываемые Петеру Старшему и Младшему, на самом деле принадлежат только Старшему или Лодевейку, наименее известному члену семьи Неффов.
Архитектурное пространство, написанное Неффсом, по обычаю того времени часто заполняли фигурами другие художники, например, Франс Франкен Второй писал фигуры на картине «Вечерняя месса в готической церкви». Франс Франкен III, Ян Брейгель Младший, Себастьян Вранкс, Адриан ван Штальбемт, Давид Тенирс Младший, Питер Брейгель Младший и Теодор ван Тульден также работали с Петером Неффсом.
Композиции Неффса характеризуются глубоко уходящими пространствами, созданными за счёт использования линейной перспективы и контрастных областей света и темноты.
Неффс был искусен в обращении с тональным разнообразием и, переходя от света к тени, умел реализовать эффект внешнего или внутреннего источника света в интерьере церкви. Хотя «ночные сцены» в церковных интерьерах, вероятно, были инновацией Хендрика ван Стейнвейка Старшего, Петер Неффс стал одним из основных практиков этого жанра. Некоторые из ночных сцен были задуманы как дополнение к дневным сценам. Этот метод отчасти переняли голландские художники Дирк ван Делен и Бартоломеус ван Бассен.
В санкт-петербургском Эрмитаже творчество художника представлено по определению А. Н. Бенуа «весьма своеобразно» и в «чрезмерном обилии». Имеются ввиду пять картин под одним названием «Внутренний вид готической церкви».

## Галерея

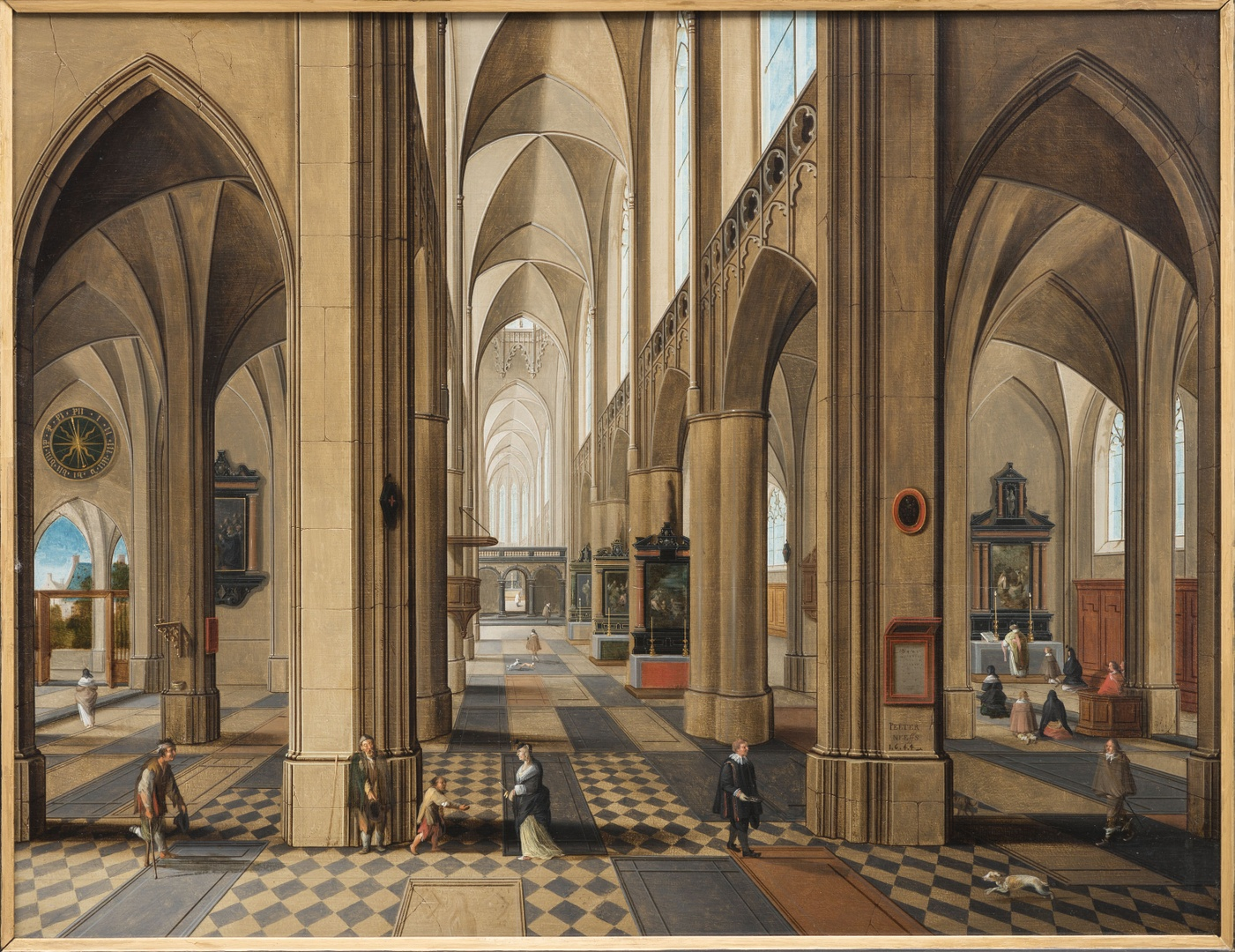
Интерьер готической церкви. 1644. Дерево, масло. Фонд национального культурного наследия Нидерландов
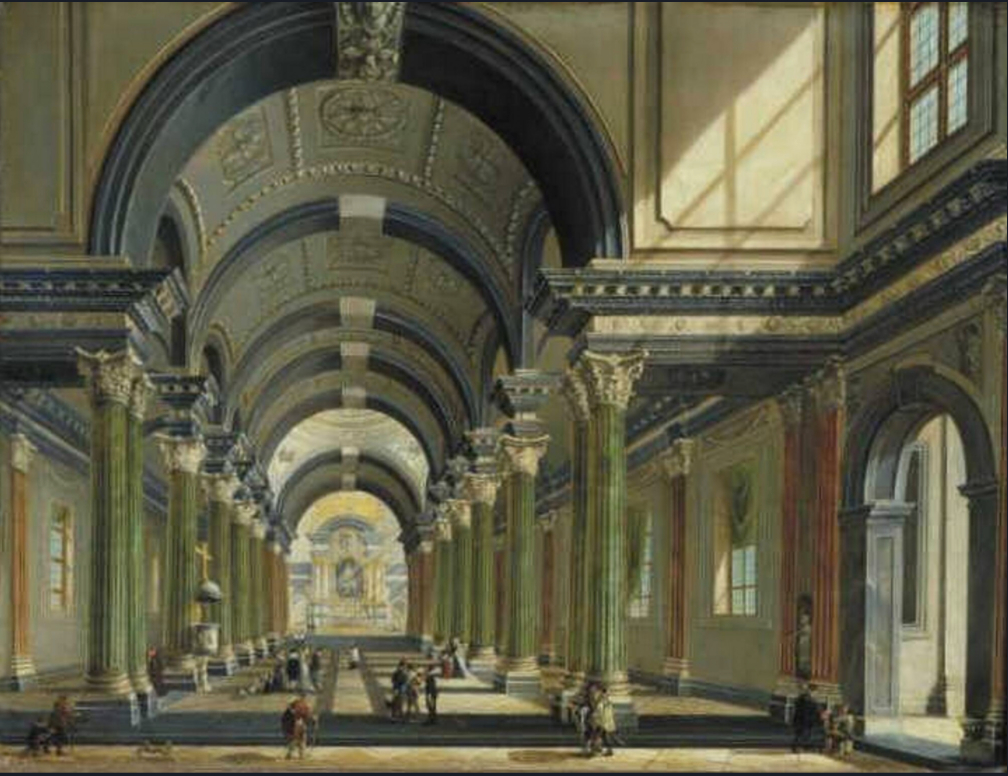
Интерьер церкви в стиле Ренессанса. 1635. Медь, масло. Музей Бойманса-ван Бёнингена, Роттердам
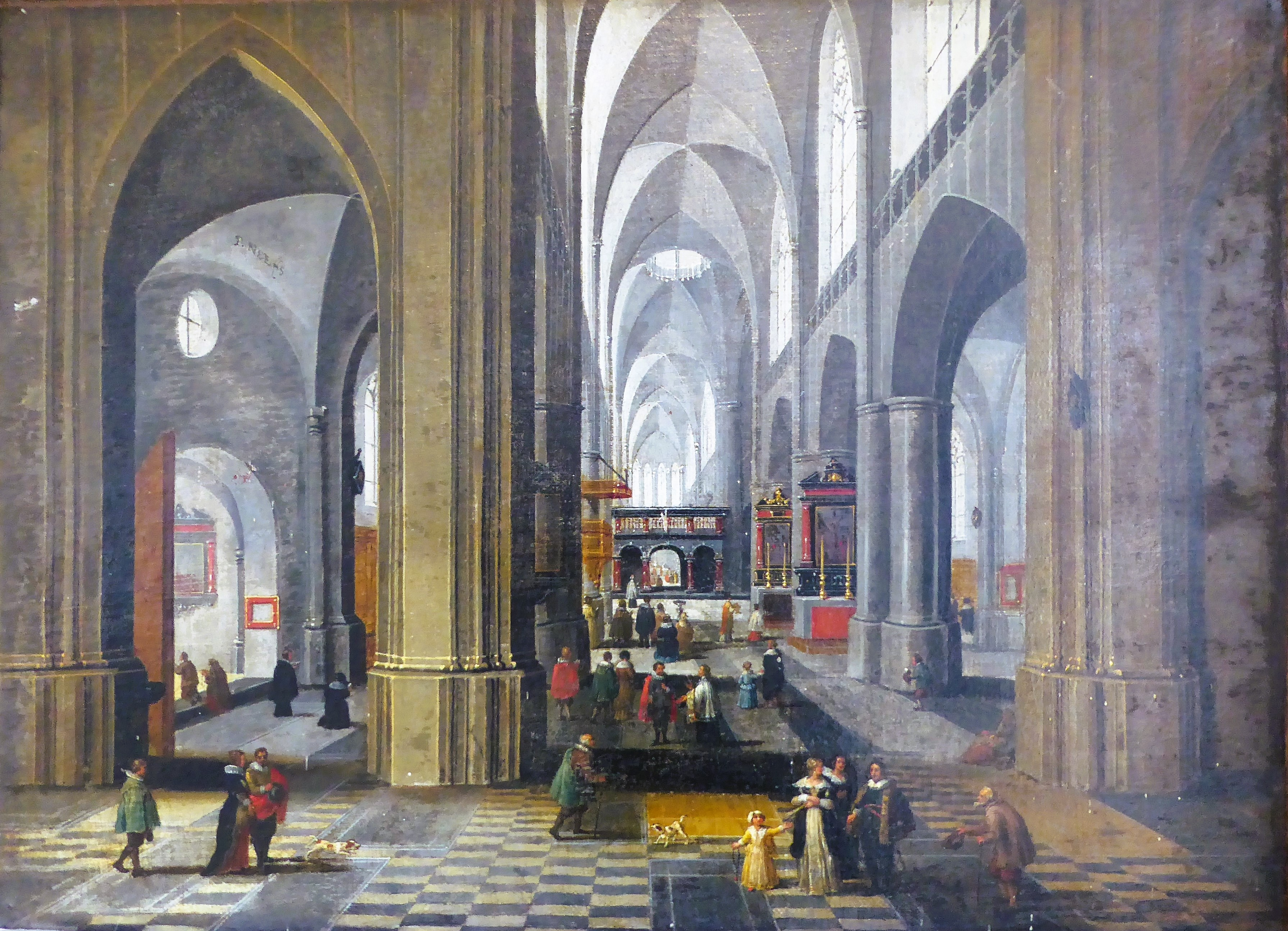
Интерьер церкви Сен-Жак в Антверпене. Музей изящных искусств, Шартр
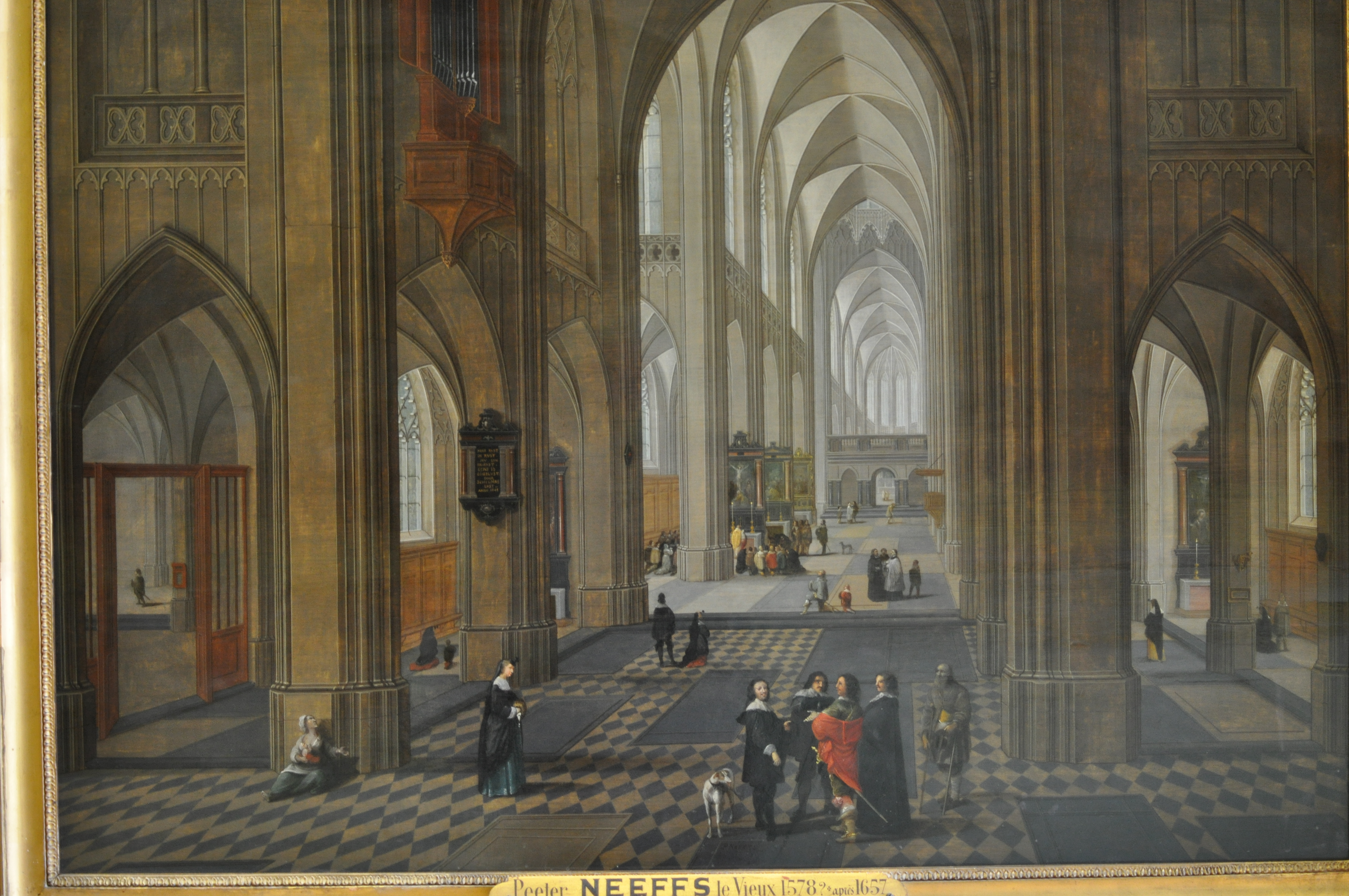
Интерьер церкви. 1644. Дерево, масло. Лувр, Париж
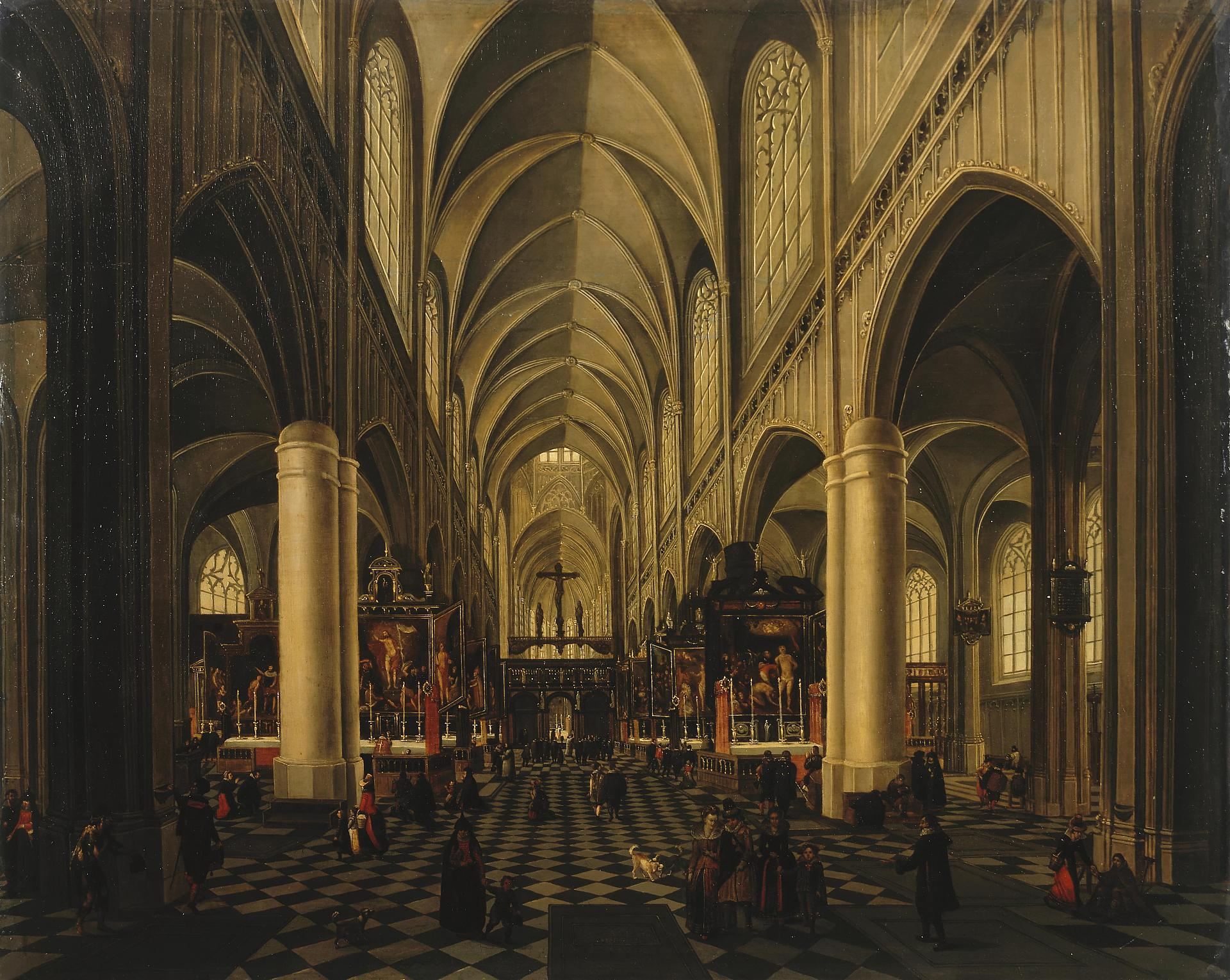
Внутренний вид готической церкви. 1610. Дерево, масло. Государственный Эрмитаж, Санкт-Петербург
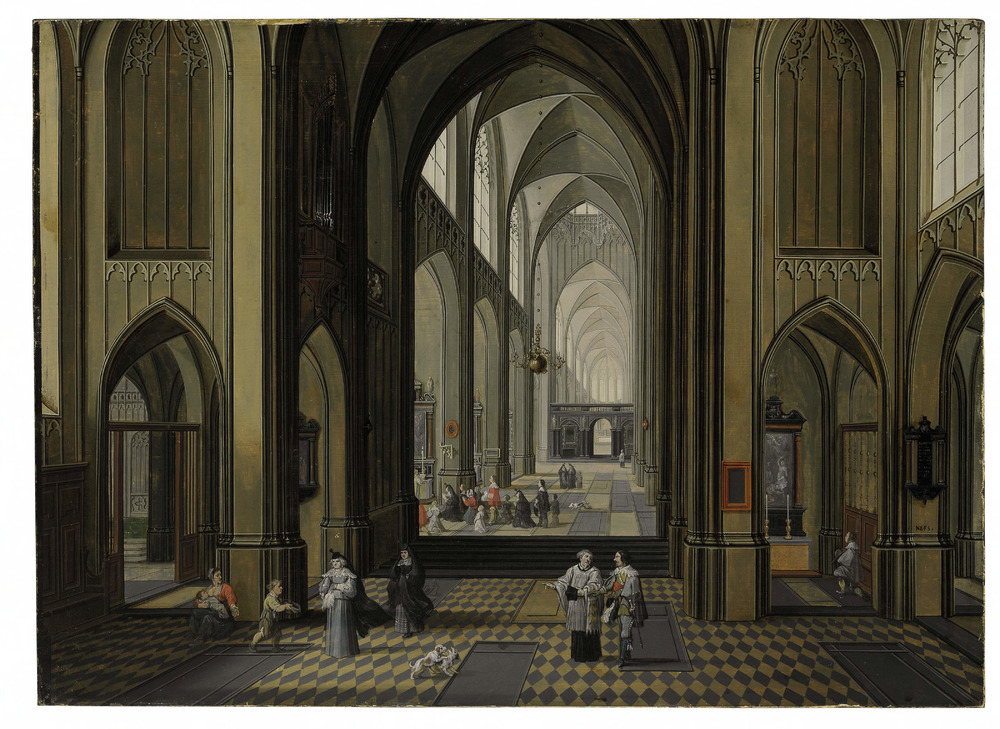
Интерьер церкви с прихожанами и мессой в нефе. 1636. Дерево, масло. Частное собрание
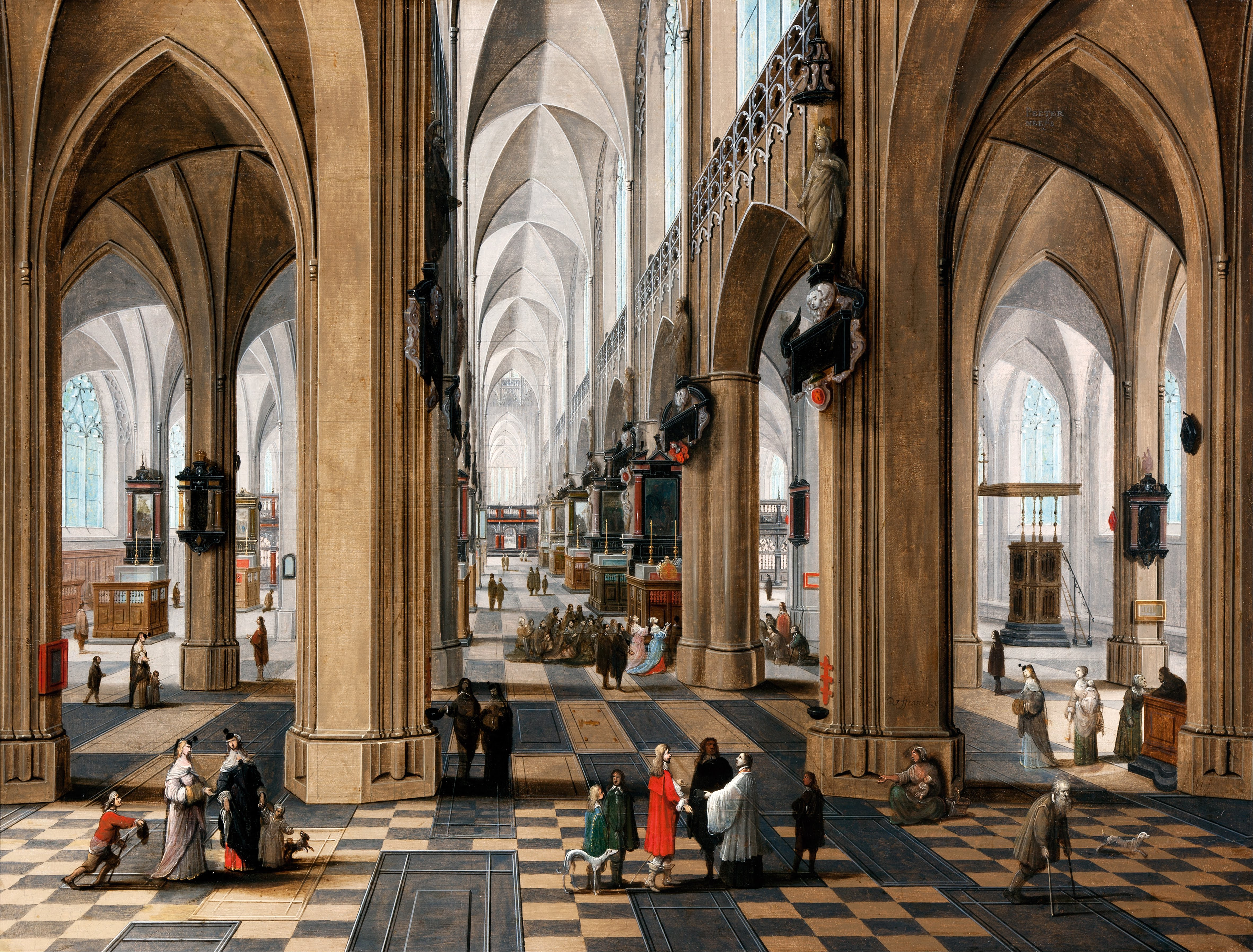
Интерьер церкви с элегантными прогуливающимися фигурами и фигурами, слушающими мессу. 1630-е. Дерево, масло. Художественная галерея Южной Австралии, Аделаида